# Kämmershöfen
Kämmershöfen war ein Ort im Kreis Heiligenbeil in Ostpreußen. Seine Ortsstelle befinden sich heute in der russischen Oblast Kaliningrad (Gebiet Königsberg (Preußen)) im Munizipalkreis Rajon Bagrationowsk (Stadtkreis Preußisch Eylau).

## Geographische Lage
Die Ortsstelle von Kämmershöfen liegt im südlichen Westen der Oblast Kaliningrad, 28 Kilometer nordöstlich der früheren Kreisstadt Heiligenbeil (russisch Mamonowo) bzw. 27 Kilometer nordwestlich der heutigen Rajonshauptstadt Bagrationowsk (deutsch Preußisch Eylau).

## Geschichte
Der Gutsort Dutschkemerer fand im Jahre 1408 erstmals urkundliche Erwähnung. Nach 1408 wurde die Siedlung Dutzschkemerer, nach 1426 Kemmerschoffen, nach 1540 Cemmers Höfen, nach 1660 Cämmershöfen und nach 1820 Kämmershöfen genannt.
Im Jahre 1874 kam der Gutsbezirk Kämmershöfen zum neu gebildeten Amtsbezirk Pörschken (russisch Nowo-Moskowskoje) im ostpreußischen Kreis Heiligenbeil. 102 Einwohner zählte Kämmershöfen mit seinem Vorwerk Korschelken im Jahre 1910.
Am 30. September 1928 verlor das Gutsdorf seine Eigenständigkeit und wurde mit Korschelken nach Sollecken (russisch bis 1992 Nischneje, jetzt Kossatuchino) eingemeindet.
Mit dem gesamten nördlichen Ostpreußen fiel Kämmershöfen 1945 in Kriegsfolge an die Sowjetunion. Danach verliert sich seine Spur. Es ist keine russische Namensgebung bekannt, auch nicht die Zuordnung zu einem Dorfsowjet. Der Ort  verwaiste wohl und gilt jetzt offiziell untergegangen. Seine Ortsstelle liegt im Rajon Bagrationowsk (Stadtkreis Preußisch Eylau) in der Oblast Kaliningrad (Gebiet Königsberg (Preußen)) der Russischen Föderation.

## Religion
Kämmershöfen war bis 1945 Teil des evangelischen Kirchspiels Pörschken (russisch Nowo-Moskowskoje) in der Kirchenprovinz Ostpreußen der Kirche der Altpreußischen Union.

## Verkehr
Die Ortsstelle Kämmershöfen liegt südöstlich der russischen Fernstraße 27A-002 (heute auch Europastraße 28, frühere russische Fernstraße R 516, ehemalige deutsche Reichsautobahn Berlin–Königsberg „Berlinka“), von deren Abzweig Swetloje (Kobbelbude) eine Nebenstraße nach Medowoje (Tykrigehnen) führt, von wo aus Landwegverbindungen zur Ortsstelle bestehen.